# La Peña (Panama)
La Peña è un comune (corregimiento) della Repubblica di Panama situato nel distretto di Santiago, provincia di Veraguas. Si estende su una superficie di 117,6 km² e conta una popolazione di 3.990 abitanti (censimento 2010).